# Scheußmühle
Scheußmühle ist ein ehemaliger Wohnplatz in der Gemeinde Uckerath auf dem jetzigen Stadtgebiet Hennef (Sieg). Die ehemalige Mühle lag östlich von Uckerath und nördlich vom Burghof am Büllesbach. 1910 wurde Scheußmühle noch als Wohnplatz aufgeführt, aber ohne Einwohner.